# Bleiches Hyazinthchen
Das Bleiche Hyazinthchen (Hyacinthella leucophaea (K.Koch) Schur, Syn.: Hyacinthus leucophaeus (K.Koch) Steven ex Ledeb., Bellevalia leucophaea (K.Koch) Boiss.) ist eine Pflanzenart aus der Gattung der Hyacinthella in der Familie der Spargelgewächse (Asparagaceae).

## Merkmale
Das Bleiche Hyazinthchen ist eine ausdauernde krautige Pflanze, die Wuchshöhen von 5 bis 10 Zentimeter erreicht. Dieser Geophyt bildet Zwiebeln als Überdauerungsorgane aus. Die grundständigen Laubblätter sind einfach, parallelnervig, rinnig, linealisch, bläulichgrün, 3 bis 6 Millimeter breit, haben einen rauen Rand und sind zurückgebogen.
In einem Blütenstand sind sechs bis 20 Blüten vorhanden. Die Blütenstiele sind ungefähr 2 Millimeter lang. Die zwittrigen Blüten sind dreizählig. Die blauen Blütenhüllblätter sind 4 bis 5 Millimeter lang, schmal glockig verwachsen und zur Fruchtzeit erhalten. Die Staubbeutel sind ungefähr so lang wie die Staubfäden.
Die Blütezeit reicht von März bis April.
Die Chromosomenzahl beträgt 2n = 20.

## Vorkommen
Das Verbreitungsgebiet des Bleichen Hyazinthchens umfasst Südost- und Osteuropa.
Das Bleiche Hyazinthchen kommt in Kroatien bis Montenegro und Serbien in Grasfluren zwischen Kalkfelsen vor.

## Systematik
Man kann zwei Unterarten und eine Varietät unterscheiden:
- Hyacinthella leucophaea subsp. atchleyi (A.K.Jacks. & Turrill) K.Perss.& Jim.Perss.: Sie kommt nur auf der Balkanhalbinsel vor.[2]
- Hyacinthella leucophaea subsp. leucophaea (Syn.: Hyacinthella pallens Schur): Sie kommt von Bulgarien bis zur Ukraine vor.[2]
- Hyacinthella leucophaea var. rumelica (Velen.) Hayek: Sie kommt von Rumänien bis zum südlichen europäischen Russland vor.[2]

## Nutzung
Das Bleiche Hyazinthchen wird selten als Zierpflanze in Steingärten genutzt.